# 江陵之战 (1236年)
江陵之战，南宋端平三年（元太宗八年，1236年）十月，蒙古帝国窝阔台攻宋，蒙古东路军进攻南宋重镇江陵，被宋军击败。
1236年，蒙古皇子阔出率军再次攻宋。三月，阔出收降鄂北重镇襄阳，控制了荆朔战略要地。四月，阔出率军攻克随州、郢州（今湖北钟祥）二州及荆门军（今湖北荆门）。八月，破枣阳军（今湖北枣阳）、德安府（今湖北安陆）。十月，阔出病死，窝阔台命忒木台率军继续南攻江陵，南宋连失九州，江陵形势危急，急命节制蕲黄光信阳四郡军马孟珙援救，孟珙先派民兵部将张顺渡江，亲自率主力在后，当时蒙古军在枝江（今湖北枝江西南）、监利编造木筏，准备渡长江进攻江陵。孟珙布置疑兵计，以少示众，白天則变换旗帜和军服颜色，循环往复，夜间沿江高举火炬，绵延数十里，亲自指挥所部袭击蒙古军，连破二十四寨，夺回被掠军民二万多人。蒙古军被迫北撤。